# 藍海寧
藍海寧，香港作家，其正職為空中小姐。
藍海寧原本是中學教師，任教英文及歷史科。她因對工作感到厭倦而考慮轉工，因而參加了一間外國航空公司在香港舉行的空中服務員招聘面試，並獲得取錄。
藍海寧以業餘作家的身份，在香港經濟日報撰寫專欄，並推出過多本與空中服務員題材有關的書籍。

## 作品
- 《三萬呎高空上的悸動─空姐事件簿》 （页面存档备份，存于）ISBN 9626782242
- 《再邂逅在三萬呎高空上─空姐事件簿 II》ISBN 9626782455
- 《送你一朵三萬呎高空上的白雲─空姐事件簿 III》 （页面存档备份，存于）ISBN 9626783095
- 《尋找三萬呎高空上的美麗─空姐事件簿 IV》 （页面存档备份，存于）ISBN 9626783737
- 《我在雲上等你說愛我》ISBN 9789626784693
- 《三萬呎高空上的喝彩聲─空姐事件簿 V》ISBN 9789626785003
- 《三萬呎高空上的日與夜─空姐事件簿 VI》 （页面存档备份，存于）ISBN 9789626785812
- 《三萬呎高空上的玻璃球─空姐事件簿 VII》 （页面存档备份，存于）ISBN 9789626786260
- 《三萬呎高空上的阿四任務－空姐事件簿 VIII》 （页面存档备份，存于）ISBN︰9789626786710
- 《專心走好每一步─登上心靈航班》 （页面存档备份，存于）ISBN 9789626786277
- 《三萬呎高空上的「飛」常夢──空姐事件簿IX》 （页面存档备份，存于）ISBN 9789626787168

## 資料來源
- 飛人生活：藍海寧